# ミュージックプラザ
『ミュージックプラザ』は、NHK-FM放送で2002年4月1日から2016年3月31日まで放送されていた音楽番組。最終回時点の放送時間は、毎週月曜 - 木曜16時から17時20分。

## 概要
14:00 - 16:00の『クラシックセレクション』の枠と、16:00 - 17:27の『ポップスグラフィティ』の枠の双方を一番組に統合する形で2002年に開始した。当初は、「第1部・クラシック」、「第2部・ポップス」の2部制であった。
2005年度から2015年度までの放送は、4名のパーソナリティが日替わりで番組を担当し、日本国内や世界の様々なポップス・ニューミュージック系統の音楽を放送していた。
2016年度の番組改編で、14年にわたる歴史に幕を下ろした。後番組は、主に10-20代の若者を中心とした世代に向けて展開される『ゆうがたパラダイス』（16:40-18:00）。
レギュラー放送終了後は2016年8月15日 - 18日・12月26日 - 28日に、「○○と○○の"ミュージックプラザ"な夏休み・冬休み」と題した特別番組を放送した。
「第1部・クラシック」の変遷
クラシックを主体にした第1部は、放送された翌日の早朝の7:20 - 9:17の時間帯に再放送が行われていた。
金曜第1部で『気ままにクラシック』が放送されていたが、2005年4月から「ミュージックプラザ」の枠から外れて毎週日曜19:20 - 21:00の時間帯へと移動し、単独番組化した。
更に、2008年3月31日から第1部が「クラシックカフェ」として分離。『ミュージックプラザ』は旧「第2部・ポップス」のみの番組名となった。この改編と同時に第2部の金曜の放送枠がなくなり、代わりとして『U-18 ユーガタM塾』が新設された。
旧第1部のオープニング・エンディングテーマ曲は、「わが夢の都ウィーン」（ジーツィンスキー作曲）であった。
旧第1部「クラシックカフェ」は、地上デジタル音声放送実用化試験局のNHK（9101チャンネル、東京・大阪）で時差放送されていた。

## パーソナリティ

### パーソナリティ（ポップス）
| 期間                          | 曜日 | 担当                                                                    | 備考 |
| ----------------------------- | ---- | ----------------------------------------------------------------------- | --- |
| 2002年4月1日 - 2005年3月25日  | 月曜 | 萩原健太 （オールディーズ）                                             | 金曜の担当者以外は全員前番組『ポップスグラフィティ』からの引き継ぎである。月曜 - 木曜は洋楽主体、金曜のみが歌謡曲主体。金曜はそれまで『名曲リサイタル』の再放送が放送されていたが、「ミュージックプラザ」の放送開始にあたり新たに金曜枠が増設される形になった。 |
| 2002年4月1日 - 2005年3月25日  | 火曜 | 竹村淳 （中南米・カリブの音楽（ラテン））                               | 金曜の担当者以外は全員前番組『ポップスグラフィティ』からの引き継ぎである。月曜 - 木曜は洋楽主体、金曜のみが歌謡曲主体。金曜はそれまで『名曲リサイタル』の再放送が放送されていたが、「ミュージックプラザ」の放送開始にあたり新たに金曜枠が増設される形になった。 |
| 2002年4月1日 - 2005年3月25日  | 水曜 | 大橋美加 （ジャズヴォーカルとシネマ）                                   | 金曜の担当者以外は全員前番組『ポップスグラフィティ』からの引き継ぎである。月曜 - 木曜は洋楽主体、金曜のみが歌謡曲主体。金曜はそれまで『名曲リサイタル』の再放送が放送されていたが、「ミュージックプラザ」の放送開始にあたり新たに金曜枠が増設される形になった。 |
| 2002年4月1日 - 2005年3月25日  | 木曜 | 服部克久 （ポップス・アラカルト）                                       | 金曜の担当者以外は全員前番組『ポップスグラフィティ』からの引き継ぎである。月曜 - 木曜は洋楽主体、金曜のみが歌謡曲主体。金曜はそれまで『名曲リサイタル』の再放送が放送されていたが、「ミュージックプラザ」の放送開始にあたり新たに金曜枠が増設される形になった。 |
| 2002年4月1日 - 2005年3月25日  | 金曜 | EPO （エポックミュージック）                                            | 金曜の担当者以外は全員前番組『ポップスグラフィティ』からの引き継ぎである。月曜 - 木曜は洋楽主体、金曜のみが歌謡曲主体。金曜はそれまで『名曲リサイタル』の再放送が放送されていたが、「ミュージックプラザ」の放送開始にあたり新たに金曜枠が増設される形になった。 |
| 2005年3月28日 - 2016年3月31日 | 月曜 | つのだ☆ひろ （J-POP HIT GRAFFITI／昭和の歌謡曲）                        | |
| 2005年3月28日 - 2016年3月31日 | 火曜 | ルーシー・ケント （洋楽 MUSIC TODAY／1990年代以降を中心とした洋楽特集） | |
| 2005年3月28日 - 2016年3月31日 | 水曜 | 鈴木万由香 （J-POP MUSIC TODAY／1990年代以降を中心としたJ-POP特集）     | |
| 2005年3月28日 - 2016年3月31日 | 木曜 | 矢口清治 （洋楽 HIT GRAFFITI／往年の洋楽特集）                          | |
| 2005年4月1日 - 2008年3月28日  | 金曜 | 太田裕美 （ALL REQUEST／オールリクエスト特集）                          | |

### パーソナリティ（クラシック）
2002年4月1日 - 2007年3月23日
- 松川梨香

2007年3月26日 - 2008年3月28日
担当パーソナリティは、隔週ローテーションで月曜 - 金曜の全てに出演した。後番組「クラシックカフェ」も継続して担当。
- 唐沢美智子
- 高山久美子（2007年4月2日放送分 - ）

## 放送時間

### 本放送
| 放送期間                      | 第1部                     | 第2部                     | 備考 |
| ----------------------------- | ------------------------- | ------------------------- | --- |
| 2002年4月1日 - 2002年10月4日  | 14:00 - 16:00             | 16:00 - 18:00             | 途中、17:30 - 17:45に『青春アドベンチャー』の再放送が挟まれていた。                                                   |
| 2002年10月7日 - 2003年3月28日 | 14:00 - 16:00             | 16:00 - 17:45             | 『青春アドベンチャー』の再放送が17:45 - に移動。                                                                      |
| 2003年3月31日 - 2006年4月7日  | 14:00 - 16:00             | 16:00 - 17:30             | 『みんなのコーラス』が17:30 - 17:45に新設。                                                                           |
| 2006年4月10日 - 2007年3月30日 | 14:00 - 16:00             | 16:00 - 17:45             | 『みんなのコーラス』が17:45 - に移動。                                                                                |
| 2007年4月2日 - 2008年3月28日  | 14:00 - 16:00             | 16:00 - 17:15             | 『歌謡スポットライト』の放送開始に伴い、放送時間が短縮。                                                              |
| 放送期間                      | 放送時間                  | 放送時間                  | 備考 |
| 2008年3月31日 - 2009年3月27日 | 月曜 - 木曜 16:00 - 17:15 | 月曜 - 木曜 16:00 - 17:15 | 1部が「クラシックカフェ」として分離し放送時間が短縮、金曜の放送が廃止。                                               |
| 2009年3月30日 - 2016年3月31日 | 月曜 - 木曜 16:00 - 17:20 | 月曜 - 木曜 16:00 - 17:20 | 『歌謡スポットライト』終了に伴い5分拡大。平日と重なる祝日では「今日は一日○○三昧」を放送する場合、本番組は休止となる。 |

### 再放送
2002年4月8日 - 2008年3月31日
本放送月曜 - 木曜放送分は、その翌日に、金曜放送分は翌週月曜に放送。本放送が祝日の特集番組で放送されなかったり時間短縮された場合には、過去の放送から選出したものが再々放送される。また、毎年秋には『日本音楽コンクール』予選会の模様をこの時間に放送する為、その時には再放送そのものが行われない。2008年4月1日以後は月曜のみ「気ままにクラシック」、他は「クラシックカフェ」の再放送に当てられている。
- 第1部：7:20 - 9:17
- 第2部：無し